# Tomsaete
O Tomsaete ou Tomsæte (moradores do vale do Tame) eram uma tribo ou clã anglo-saxónica que viveu no vale do Rio Manso nos Midlands Ocidentais na Inglaterra a partir de cerca de 500 e o restante em torno de Tamworth ao longo da existência do Reino de Mércia.
Uma carta anglo-saxónica de 849 descreve uma área de Cofton Hackett no Lickey Hills no sul de Birmingham como "o limite de Tomsæte e o Pencersæte", e outra carta de 835 descreve Humberht como "Príncipe de Tomsæte", sugerindo que o grupo manteve a sua identidade muito tempo depois de ser incluído em Mércia.